# Phytomyza boulderella
Phytomyza boulderella este o specie de muște din genul Phytomyza, familia Agromyzidae, descrisă de Spencer în anul 1986.
Este endemică în Colorado. Conform Catalogue of Life specia Phytomyza boulderella nu are subspecii cunoscute.